# Igor Zelenay
Igor Zelenay (Eslováquia, 10 de Fevereiro de 1982) é um tenista profissioal eslovaco, especialista em duplas seu melhor ranking foi de N. 50, em 2009.